# Antoni Vidal
Antoni Vidal (...) è un astronomo amatoriale spagnolo.
È membro dell'Agrupació Astronòmica de Sabadell.
Il Minor Planet Center gli accredita la scoperta dell'asteroide 13260 Sabadell effettuata il 23 agosto 1998 in collaborazione con Ferrán Casarramona.